# Babes on Broadway
Babes on Broadway é um filme norte-americano de 1941, do gênero comédia musical, dirigido por Busby Berkeley e estrelado por Mickey Rooney e Judy Garland.
O mais longo e melhor dos filmes "jovens" que Busby Berkeley fez na MGM, Babes on Broadway, espécie de sequência de Babes in Arms, é listado por Ken Wlaschin como um dos melhores da carreira de Mickey Rooney. O ator brilha em sua imitação de Carmem Miranda -- de maquiagem e salto-alto --, enquanto Judy Garland se destaca em "F. D. R. Jones", de Harold Rome. Ambos encantam na charmosa "How About You?", de Burton Lane e Ralph Freed, indicada ao Oscar.

## Sinopse
Tommy Williams e Penny Morris lideram um grupo de jovens esperançosos de estourar na Broadway. Quando tudo parece perdido, Tommy dispara um discurso que motiva todos a montar um espetáculo próprio.

## Premiações
| Patrocinador                                  | Prêmio | Categoria              | Situação |
| --------------------------------------------- | ------ | ---------------------- | -------- |
| Academia de Artes e Ciências Cinematográficas | Oscar  | Melhor Canção Original | Indicado |

## Elenco
| Ator/Atriz          | Personagem          |
| ------------------- | ------------------- |
| Mickey Rooney       | Tommy Williams      |
| Judy Garland        | Penny Morris        |
| Fay Bainter         | Senhorita Jones     |
| Virginia Weidler    | Barbara Joe         |
| Ray McDonald        | Ray Lambert         |
| Richard Quine       | Morton Hammond      |
| Donald Meek         | Stone               |
| Alexander Woollcott | Alexander Woollcott |
| Luis Alberni        | Nick                |
| James Gleason       | Thornton Reed       |
| Emma Dunn           | Senhora Williams    |
| Frederick Burton    | Morris              |
| Cliff Clark         | Inspetor Moriarty   |